# Sepulcre Megalític de les Maioles

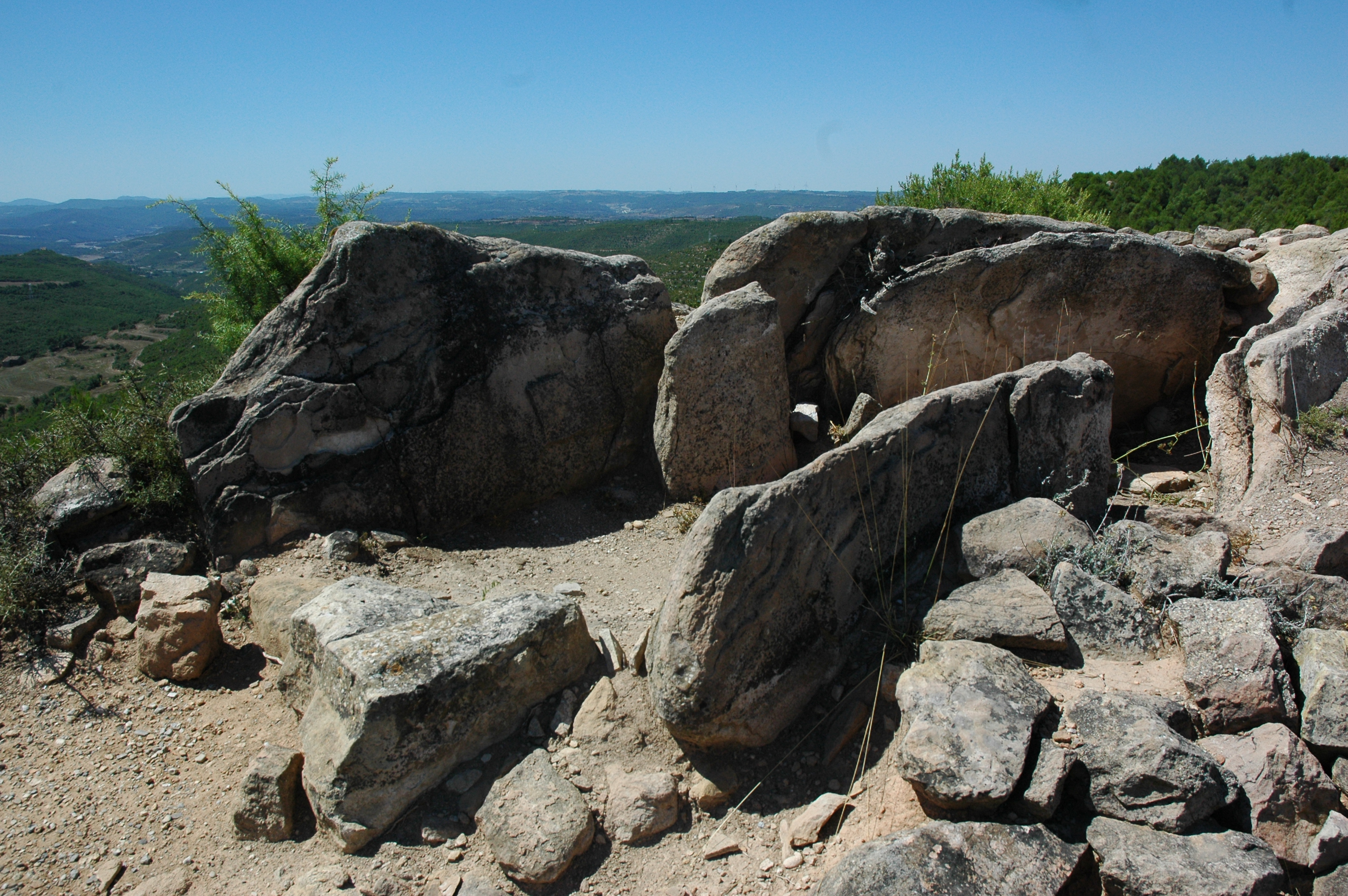
Sepulcre Megalític de les Maioles,

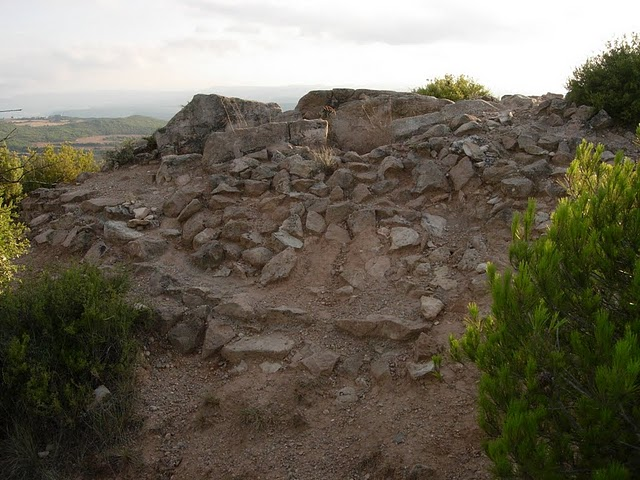
Vista lateral del sepulcre.

El Sepulcre Megalític de les Maioles és un dolmen de Rubió (Anoia), inclòs a l'Inventari del Patrimoni Arqueològic i Paleontològic de Catalunya.
Es troba a l'inici de la serralada de Rubió, al costat d'una via de comunicació d'origen molt antic i que ha estat utilitzada al llarg del temps com a pas de ramats de les diferents zones de pasturatge i que actualment és una carretera comarcal.
Aquest dolmen és d'una tipologia anomenada "petita galeria catalana" o "sepulcre de corredor ample". L'espai de la cambra, situat al fons del conjunt, restava precedit per un corredor a través del qual s'introduïen els enterraments finalment dipositats al fons de la cambra. Tota l'estructura megalítica estava envoltada per un túmul de terra delimitat per pedres que cobria i protegia tot el conjunt, proporcionant-li solidesa i monumentalitat.
La descoberta i la respectiva excavació començà el 1996 i al contrari de la majoria dels megal·lits coneguts a Catalunya, aquest no havia estat espoliat, sinó que es mantenia intacte. Gràcies a les investigacions se sap que va ser utilitzat durant els primers segles del segon mil·lenni aC.
Per aquesta raó es van trobar restes humanes de dotze individus adults, dos individus joves i un nen de curta edat enterrats. Amb els cossos es van trobar objectes d'ús personal (punxó de coure arsenicat, objectes d'ornament com els dentaliums) o relacionats amb activitats productives (nuclis de sílex i percutors) i domèstiques (atuell ceràmic). L'acumulació de restes òssies a l'entrada de la cambra fa pensar en un tipus de coberta mòbil que permetria la inhumació per la part superior. Encara es conserva un fragment possiblement de la llosa de la coberta amb unes incisions, uns gravats a la pedra, uns petroglifs que permeten identificar clarament uns cercles concèntrics.